# La Noce de Pierres
La Noce de Pierres est un alignement mégalithique situé à Brasparts dans le département français du Finistère.

## Historique
L'alignement est mentionné pour la première fois par Jean-Marie Bachelot de La Pylaie en 1850 mais il ne fera l'objet d'une première étude archéologique qu'en 1978. Il a été classé puis inscrit au titre des monuments historiques.

## Description
L'alignement a été édifié à la limite de deux bassins versants, celui de la Douffine et celui de l'Ellez. Il est constitué de 77 menhirs en quartzite et grès quarziteux, s'étirant sur 380 m de long, globalement d'est en ouest, mais sans être rectiligne. La confusion entre les blocs dressés et des pierres naturelles est possible compte tenu de la faible hauteur moyenne des pierres. Les deux plus grandes, encore dressées, ne dépassent pas 1,55 m de hauteur, les autres varient entre 0,30 m et 1 m de hauteur, leur taille étant croissante de l'ouest vers l'est. Le plus grand menhir visible mesure 1,55 m de longueur mais il est renversé et l'on ignore sur quelle profondeur il était initialement enterré.
On peut distinguer trois groupes distincts :
1. Le premier groupe en partant de l'est comprend six pierres dressées ou renversées, dont les plus grandes de l'alignement. Des espaces intercalaires laissent supposer que certaines pierres sont manquantes.
2. Au delà d'un talus, l'alignement se poursuit avec un second groupe, comprenant trois pierres, qui constitue un genre de charnière avec les deux autres groupes.
3. Le dernier groupe inclut les pierres restantes disposées selon un tracé assez sinueux. Il inclut sensiblement en son milieu un tertre ovalaire (22 m de diamètre externe sur 14 m de diamètre interne) correspondant à une variation de la nature du sol, celui-ci étant à cet endroit plus profond. Il pourrait s'agir d'un ancien fossé qui aurait pu accueillir une palissade délimitant un petit édifice en bois[1].

## Folklore
Selon la tradition, les pierres correspondent au cortège d'une noce qui fut pétrifiée par Dieu pour son impiété : elle avait croisé le chemin d'un prêtre qui portait le viatique mais s'abstint de le saluer, voire l'ignora, se moqua de lui et continua de danser obligeant le prêtre à passer au milieu des broussailles et des ajoncs.